# Atso Karamànov
Atso Karamànov   (Ràdovix, 31 de gener de 1927 - Bèrovo, 7 d'octubre de 1944) fou un poeta macedoni que participà a la lluita d'alliberament nacional de Macedònia.

## Biografia
Karamànov nasqué a Ràdovix, com a fill gran de la família de Vasil i Sofia. Quan tenia tan sols tres mesos, la seva família va abandonar la seva ciutat natal, ja que son pare havia de fer el servei militar i van anar en primer lloc a Belgrad, després a altres llocs de Sèrbia, però es van quedar al poble de Veliko Orašje durant diversos anys. Allà, Atso va completar els seus estudis primaris i, gràcies al seu mestre, l'amor per la literatura del petit Karamànov aparegué aviat. Els seus primers versos els va escriure a segon de primària, és a dir, als 9 anys.
Tot adonant-se de les predisposicions d'Atso Karamànov, el seu professor el va portar personalment a fer l'examen d'accés a l'escola secundària de Smederevo, el qual va aprovar amb un èxit absolut. Al principi, va viure sol amb sa mare a Smederevo i, després, quan son pare va aconseguir feina a Skopje, es van traslladar a Macedònia. A finals del curs escolar 1937/38, es va matricular a la primera escola secundària masculina de Skopje.

L'any 1941 s'incorporà a la Lliga de Jovent Comunista de Iugoslàvia (LJCI) i participà activament en el repartiment de fulletons i altres activitats. Des del primer dia de l'ocupació va manifestar la seva disposició a lluitar contra el feixisme. Com a membre de la LJCI, assistí a reunions il·legals en què estudiaven sobre els objectius de la lluita d'alliberament nacional dels pobles de Iugoslàvia. Durant els descansos entre classes, es posicionava públicament en contra del feixisme. També va dur a terme activitats per tal d'atreure nous simpatitzants al moviment d'alliberament. Es dedicà de forma especialment activa a desemmascarar organitzacions juvenils feixistes com ara Branik, Legioner, Otec Paisij i d'altres. Cap a les darreries de maig del 1944, la família es traslladà al seu Ràdovix natal.
El 5 de setembre de 1944, Karamànov esdevingué membre del quart batalló de la Quarta Brigada de Xoc Macedònia. Durant la formació de la Cinquantena Divisió Macedònia de l'Exèrcit Popular d'Alliberament i Separació Partisana de Iugoslàvia el 17 de setembre de 1944 al poble de Mitrašinci, va ser reassignat a la Tretzena Brigada Macedònia, en què fou partisà durant tan sols 32 dies. Morí el 7 d'octubre de 1944 en la lluita contra els feixistes alemanys prop del poble de Smojmirovo, situat a l'est de l'actual República de Macedònia del Nord. Fou greument ferit mentre duia a terme una operació d'exploració i després brutalment apunyalat amb baionetes pels soldats alemanys. Aquell fou el dia en què va cantar el seu últim vers: "Nosaltres, fins i tot quan morim, hem de cantar".

## Obra
Aquest talentós escriptor, tot i haver viscut tan sols 17 anys, plasmà tota una sèrie de missatges humans en els seus poemes que segueixen sent un testimoni del talent creatiu, de la visió infantil d'un món més bell, d'un endemà llibertari no somiat i no viscut.
Al llarg de la seva vida, Karamànov no va publicar ni un sol llibre de poesia o prosa, però, pel que se sap ara, se n'han conservat unes 280 obres poètiques; així com també blocs de notes, quaderns de lectura, entrades de diari i correspondència epistolar. Entre les seves obres poètiques conservades trobem: Приказна (Conte) (1943/1944), la novel·la Трупот со сини очи (El cadàver d'ulls blaus), la novel·la inacabada Човекот што испил арсеник (L'home que bevia arsènic), un diari, assaigs, ressenyes i cartes.
Durant uns quants anys després de la Segona Guerra Mundial, només va ser conegut com un poeta revolucionari que creia en la creació d'un món nou i diferent. Gràcies a Milan Gjurčinov i Radivoje Pešić, els seus amics de l'escola, avui dia estan disponibles les següents obres:
- Црвена пролет (Primavera vermella), publicada els anys 1963, 1984 i 1989;
- Прозните записи (Notes en prosa), publicades l'any 1981;
- Сребрените соништа (Somnis de plata); i
- Големата песна на Ацо Караманов (La gran cançó d'Atso Karamànov), publicada el 2006.

A més d'escriure, Karamànov també es va dedicar a dibuixar caricatures.
L'obra de Karamànov està escrita en serbocroat i búlgar. Segons un estudi del prof. Aleksandar Jordanov, antic ambaixador de Bulgària, els arxius macedonis contenen textos intraduïts del poeta en llengua búlgara, dedicats als herois nacionals de la història de Bulgària, com ara Vassil Levski, Khristo Bòtev i similars.

## Homenatge
Atso Karamànov dona avui dia nom a un carrer de Skopje i de Ràdovix, a la llar d'infants de Ràdovix, al centre cultural de Ràdovix i al conjunt folklòric Atso Karamànov.
Cada any se celebren, en el seu honor, les anomenades "reunions Karamànov", que connecten poetes de tots els països dels Balcans i de més enllà.